# Грушино (Полтавская область)
Грушино (укр. Грушине) — село, Грушинский сельский совет, Хорольский район, Полтавская область, Украина.
Код КОАТУУ — 5324881501. Население по переписи 2001 года составляло 428 человек.
Является административным центром Грушинского сельского совета, в который, кроме того, входят сёла
Буберево,
Кулиничи и
Широкое.

## Географическое положение
Село Грушино находится на расстоянии в 0,5 км от села Кулиничи, в 1-м км от села Буберево и в 2-х км — село Широкое.

## Экономика
- Молочно-товарная ферма.